# Заєв Роман Миколайович
Роман Миколайович Заєв (нар. 1 січня 1969, Торчиця, Ставищенський район, Київська область, УРСР) — радянський та український футболіст, виступав на позиції півзахисника. По заверщенні кар'єри гравця — тренер. Головний тренер жіночого футбольного клубу «Шахтар» (Донецьк).

## Кар'єра гравця
Розпочав кар'єру в миронівської «Ниві». У 1991 році перейшов у білоцерківське «Динамо». Після розпаду СРСР побував на перегляді в одеському «Чорноморці» та воронезькому «Факелі», але зрештою опинився в «Бажановці». Після «бажановців» по одному сезону грав у запорізькому «Торпедо», луганської «Зорі-МАЛС», «СК Одесі», рівненському «Вересі», футзальному клубі «Угольок», «Силур-Динамо», білоруському «Ведричі-97», стахановському «Шахтарі», закінчивши кар'єру футболіста в київській «Оболоні» 1999 року.

## Кар'єра тренера
Тренував аматорські клуби «Обухів», «Майстер-Юніор», «Антарес» (Обухів) та «Кристал» (Козин). У 2012 році тренував хлопчачу команду НУХТ, того ж року до навчального закладу вступили гравчині столичного клубу «Атекс», яких Роман також тренував. Після цього Олександр Масальський запросив Заєва до тренерського штабу збірної України WU-19. З 2012 року працював в штабі жіночих збірних команд України: асистентом, потім головним тренером. У 2015 році Заєв прийняв запрошення з Казахстану ставши головним тренером молодіжної жіночої збірної Казахстану WU-19 й одночасно клубу «БІІК-СДЮШОР №7» (Шимкент). У 2016 році працював асистентом головного тренера національної жіночої збірної Казахстану.
Влітку 2018 році повернувся в Україну прийнявши ЖФК «Єдність-ШВСМ». З середини лютого 2019 року — біля керма ЖФК «Восход», з яким дійшов до фіналу Кубка України і виграв бронзові медалі національного чемпіонату.
За підсумками 2019 року був визнаний кращим тренером в голосуванні інтернет-видання Жіночий футбол України, і в номінації Української асоціації футболу Football Awards 2019, як найкращий тренер жіночих команд. У тому ж році редакція сайту «Жіночий футбол України» визнала Романа Заєва найкращим тренером жіночої команди.